# Павиани
Павианите (Papio), наричани още бабуини или песоглавци, са род едри маймуни от семейство Коткоподобни маймуни. В миналото към рода на павианите са се причислявали и маймуните от родовете Theropithecus (гелада) и Mandrillus (дрил и мандрил), но впоследствие трите рода се разглеждат като самостоятелни. Родът на павианите включва 5 отделни представители.

## Класификация
- разред Primates – Примати
  - подразред Haplorrhini – Маймуни
    - инфраразред Simiiformes – Същински маймуни
      - парворазред Catarrhini – Тесноноси маймуни
        - надсемейство Cercopithecoidea
          - семейство Cercopithecidae – Коткоподобни маймуни
            - род Papio – Павиани
              - Papio hamadryas – Мантиев павиан, хамадриада
              - Papio papio – Гвинейски павиан
              - Papio anubis – Зелен павиан, анубисов павиан
              - Papio cynocephalus – Бабуин, жълт павиан
              - Papio ursinus – Мечи павиан, чакма

            - род Theropithecus
              - Theropithecus gelada – Гелада

            - род Mandrillus
              - Mandrillus sphinx – Мандрил
              - Mandrillus leucophaeus – Дрил

- Мантиев павиан (Papio hamadryas)
- Гвинейски павиан (Papio papio)
- Зелен павиан (Papio anubis)
- Бабуин (Papio cynocephalus)
- Мечи павиан (Papio ursinus)